# Puppet Master (film)
Puppet Master (1989) (cunoscut și ca Puppetmaster sau Puppet Master I) este un film de groază scris de Charles Band și Kenneth J. Hall și regizat de David Schmoeller. Este primul film din seria Puppet Master. În film interpretează actorii Paul Le Mat, Irene Miracle, Matt Roe și Kathryn O'Reilly.

## Distribuția
- Paul Le Mat este Alex Whitaker
- William Hickey este Andre Toulon
- Irene Miracle este Dana Hadley
- Jimmie F. Skaggs este Neil Gallagher
- Robin Frates este Megan Gallagher
- Matt Roe este Frank Forrester
- Kathryn O'Reilly este Carissa Stamford
- Mews Small este Theresa
- Barbara Crampton este Femeia de la Carnaval
- David Boyd este Omul de la Carnaval
- Peter Frankland este Asasinul #1
- Andrew Kimbrough este Asasinul #2

## Vezi și
- Listă de filme științifico-fantastice, fantastice și de groază despre cel de-al Doilea Război Mondial